# شیرداری
شیرداری، روستایی است از توابع بخش مرکزی شهرستان بهشهر در استان مازندران ایران.

## جمعیت
این روستا در دهستان پنج هزاره قرار دارد و براساس سرشماری مرکز آمار ایران در سال ۱۳۸۵، جمعیت آن ۷۸ نفر (۱۷خانوار) بوده‌است. مردم این روستا از قومیت طبری هستند. مردم این روستا به زبان طبری (مازندرانی) سخن می‌گویند.